# Izatha balanophora
Izatha balanophora là một loài bướm đêm thuộc họ Oecophoridae. Nó là loài đặc hữu của New Zealand, ở đó nó is widespread in the North Island.
Sải cánh dài 19.5–27 mm đối với con đực và 23.5–31 mm đối với con cái. Con trưởng thành bay từ tháng 12 đến tháng 3.
Larvae have been reared from dead Kunzea ericoides and from an unidentified rotten log on the ground.